# مقابر العائلة الملكية (المجاورين)
مقابر العائلة الملكية أو مقابر الخاصة الملكية أو مقابر أسرة محمد علي باشا أو مدافن أفندينا أو قبة أفندينا أو ضريح الخديوي توفيق بمقابر المجاورين بمنطقة منشية ناصر بالقاهرة، هي مجموعة مدافن تعود للأسرة الملكية العلوية لها باب من الجهة الشمالية من الحديد يؤدي إلى حديقة كبيرة وبعض الحجرات لإقامة الزوار والحرس ويتوسط الحديقة ممر يؤدي إلى المدفن وهو عبارة عن قبة ضخمة محمولة علي أربعة أعمدة وتحيط بها أربع قباب صغيرة. أمرت ببناء المدافن «أمينة هانم إلهامي» المدفونة فيها وهى زوجة الخديوي توفيق ووالدة الخديوي عباس حلمي الثاني على الطراز المملوكي سنة 1311هـ/1870م. وعلي مقربة من المقابر يقع قبر شويكار هانم ابنة إبراهيم باشا.

## المقابر
- قبر الخديوي توفيق.
- قبر الخديوي عباس حلمي الثاني.
- قبر بمبة قادن والدة والي مصر عباس حلمي الأول.
- قبر أمينة هانم إلهامي زوجة الخديوي توفيق ووالدة الخديوي عباس حلمي الثاني.
- قبر الأمير محمد علي توفيق ابن الخديوي توفيق وأخو الخديوي عباس حلمي الثاني.
- قبر الأمير محمد عبد المنعم ابن الخديوي عباس حلمي الثاني.
- قبر الأميرة فتحية بنت الخديوي عباس حلمي الثاني.

يقع داخل حديقة الضريح قبر العالم المصري د.علي مصطفى مشرفة حيث تم نقله لهذا المكان أثناء إنشاء طريق الأوتوستراد.